# Publius Sestius Capitolinus Vaticanus
Publius Sestius Capitolinus Vaticanus est un homme politique romain du Ve siècle av. J.-C., consul en 452 av. J.-C. et décemvir en 451 av. J.-C.

## Famille
Il est membre de la gens des Sestii. Il est le fils d'un Quintus et son nom complet est Publius Sestius Q.f. Vibi.n. Capitolinus Vaticanus. Tite-Live donne la forme Sextius puis Sestius. Denys d'Halicarnasse utilise la forme Siccius. Son cognomen Capitolinus n'est pas assuré, on trouve aussi Capito. C'est le seul membre de sa famille à atteindre le consulat.

## Biographie

### Consulat
En 452 av. J.-C., il est consul avec Titus Menenius Lanatus,. Durant leur consulat, les délégués partis étudier les lois grecques reviennent à Rome et les tribuns de la plèbe réclament l'organisation de la commission qui doit mettre par écrit les lois. Publius Sestius soutient cette proposition, contre l'avis de son collègue Titus Menenius, qui fait traîner la question puis, souffrant d'une maladie chronique, n’exerce plus d’activité jusqu’à la fin de son mandat. Publius Sestius refuse de prendre seul l'initiative de créer la commission, ce qui renvoie la décision à l'année suivante.

### Décemvirat
En 451 av. J.-C., en raison du soutien qu'il a exprimé, il est coopté dans la première commission des décemvirs qui rédige les dix premières tables de la loi des Douze Tables,,.

### Auteurs antiques
- Tite-Live, Histoire romaine, Livre III, 32-34 sur le site de l'Université de Louvain
- Diodore de Sicile, Histoire universelle, Livre XII, 9 sur le site de Philippe Remacle
- (en) Denys d'Halicarnasse, Antiquités romaines, Livre X, 50-60 sur le site LacusCurtius

### Auteurs modernes
- (en) T. Robert S. Broughton, The Magistrates of the Roman Republic : Volume I, 509 B.C. - 100 B.C., New York, The American Philological Association, coll. « Philological Monographs, number XV, volume I », 1951, 578 p.